# Eloeophila fuscoanalis
Eloeophila fuscoanalis är en tvåvingeart som först beskrevs av Alexander 1971.  Eloeophila fuscoanalis ingår i släktet Eloeophila och familjen småharkrankar. Inga underarter finns listade i Catalogue of Life.